# Nisha Mohota
Nisha Mohota (ur. 13 października 1980 w Hinganghacie) – indyjska szachistka, arcymistrzyni od 2003, posiadaczka męskiego tytułu mistrza międzynarodowego od 2011 roku.

## Kariera szachowa
W latach 1993–2000 kilkukrotnie reprezentowała Indie na mistrzostwach świata juniorek w różnych kategoriach wiekowych (najlepszy wynik: IX m. w MŚ do 20 lat, Erywań 2000). W 2001 r. osiągnęła jeden z największych sukcesów w karierze, zdobywając w Ćennaj brązowy medal indywidualnych mistrzostw Azji (na turnieju tym wypełniła pierwszą normę na tytuł arcymistrzyni), dzięki czemu w tym samym roku wystąpiła w rozegranym w Moskwie pucharowym turnieju o mistrzostwo świata (w I rundzie wyeliminowała Tatianę Stiepową, ale w II przegrała z Cristiną Foișor i odpadła z dalszej rywalizacji). Kolejne dwie normy arcymistrzowskie wypełniła w 2002 r. w Dhace (turniej 6 United Insurance Master , III m. za Leifem Johannessenem i Reefatem Bin-Sattarem) oraz w 2003 r. w Mumbaju (finał mistrzostw Indii, dz. III-IV m. z Subbaraman Vijayalakshmi i Aarthie Ramaswamy, wspólnie z Hariką Dronavalli) i została czwartą w historii indyjską szachistką, która otrzymała tytuł arcymistrzyni. W 2005 r. zdobyła w Bengaluru tytuł indywidualnej mistrzyni Indii. W 2007 r. podzieliła IV m. (za Hichamem Hamdouchim, Jeanem-Marcem Degraeve’em oraz Glennem Flearem, wspólnie z m.in. Axelem Delorme’em) w otwartym turnieju w Saint-Affrique oraz zajęła IV m. (za Tanią Sachdev, Ruan Lufei i Nguyễn Thị Thanh An) w mistrzostwach Azji, po raz drugi w karierze zdobywając awans do turnieju o mistrzostwo świata (Nalczyk 2008 – porażka w I rundzie z Nadjeżdą Kosincewą). W 2014 r. zwyciężyła w turnieju Indian National Challengers w Goa.
Wielokrotnie reprezentowała Indie w turniejach drużynowych, m.in.:
- trzykrotnie na olimpiadach szachowych (w latach 2004, 2008, 2010)[9],
- na drużynowych mistrzostwach świata (w roku 2013)[10],
- czterokrotnie na drużynowych mistrzostwach Azji (w latach 2003, 2005, 2008, 2009); pięciokrotna medalistka: wspólnie z drużyną – dwukrotnie srebrna (2005, 2008) i brązowa (2003) oraz indywidualnie – dwukrotnie srebrna (2005 – na I szachownicy, 2008 – na II szachownicy)[11],
- na igrzyskach azjatyckich (w roku 2010)[12].

Najwyższy ranking w dotychczasowej karierze osiągnęła 1 października 2007 r., z wynikiem 2416 punktów zajmowała wówczas 43. miejsce na światowej liście FIDE, jednocześnie zajmując 4. miejsce wśród indyjskich szachistek.